# Trecia Smith
Trecia Smith (ur. 5 listopada 1975) – jamajska lekkoatletka, trójskoczkini, mistrzyni świata.
Największym osiągnięciem w karierze Smith jest złoty medal mistrzostw świata w Helsinkach w 2005. Pokonała wówczas Kubankę Savigne i Rosjankę Piatych. Smith zdobywała również medale Igrzysk Wspólnoty Narodów: brąz w 2002 i złoto w 2006 i 2010. 
W 2004 roku zajęła 4. miejsce w finale konkursu trójskoku na igrzyskach olimpijskich w Atenach. Była też finalistką igrzysk olimpijskich w Pekinie (9. miejsce) oraz igrzysk olimpijskich w Londynie (7. miejsce).
Rekordzistka Jamajki na stadionie (15,16 w 2004) oraz w hali (14,84 w 2006).
Smith startowała również w skoku w dal i siedmioboju.